# Saint-Georges-le-Gaultier
Saint-Georges-le-Gaultier é uma comuna francesa na região administrativa do País do Loire, no departamento de Sarthe. Estende-se por uma área de 23.36 km². Em 2010 a comuna tinha 539 habitantes (densidade: 23,1 hab./km²).